# 瓦贊計畫

該計畫的模型

瓦贊計畫（法語：Plan Voisin）是一個巴黎市中心的重新開發計畫，於1925年由法國瑞士籍建築師柯比意提出，這個計畫也是柯比意最著名的計畫之一。
柯比意提議將巴黎市中心5平方公里左右的城市拆除，以18座玻璃幕牆十字型高樓取代，並將這些大樓取名為Cartesian Skyscraper（法文中Cartesian為理性之意義）。每棟大樓之間相距近400公尺，並以寬廣的綠帶相隔，以確保每棟大樓都能夠擁有充足的日照及空氣對流。

## 背景
在1922年，柯比意在秋季沙龍中提出當代城市的都市計畫設計方案；該計畫提出了一個烏托邦式的城市規劃概念，意在將三百萬人口集中在一系列數棟的摩天大樓中，城市的中央為商業區。